# Giovanni De Andrea
Giovanni De Andrea (Rivarolo Canavese, 22 de abril de 1928 - Roma, 19 de janeiro de 2012) foi um diplomata e prelado italiano da Igreja Católica pertencente ao serviço diplomático da Santa Sé, foi vice-presidente do Departamento do Trabalho da Sé Apostólica.

## Biografia
Foi ordenado presbítero em 29 de junho de 1951, sendo incardinado na Diocese de Ivrea. De 1956 a 1958 estudou na Pontifícia Academia Eclesiástica, depois ingressou no serviço diplomático da Santa Sé. Em 21 de junho de 1963, o Papa Paulo VI conferiu-lhe o título honorário de Camareiro secreto supranumerário de Sua Santidade e em 13 de abril de 1973, o de prelado honorário de Sua Santidade.
Em 14 de abril de 1975, o Papa Paulo VI o nomeou delegado apostólico em Angola, sendo consagrado como arcebispo titular de Aquaviva, no Palazzo di Propaganda Fide, por Jean-Marie Villot, Cardeal Secretário de Estado, coadjuvado por Giovanni Benelli, substituto da Secretaria de Estado e por Bernardin Gantin, secretário da Congregação para a Evangelização dos Povos.
O Papa João Paulo II em 26 de janeiro de 1983 o nomeou pró-núncio apostólico no Irã e em 22 de novembro de 1986, pró-núncio apostólico na Argélia e na Tunísia e delegado apostólico na Líbia. Em 29 de fevereiro de 1992 foi nomeado vice-presidente do Departamento do Trabalho da Sé Apostólica. De 1993 a 2003 foi presidente do conselho da Livraria Editora Vaticana. Em 13 de outubro de 2007, o Papa Bento XVI aceitou sua renúncia do cargo devido ao limite de idade ter sido atingido.
Ele morreu em Roma em 19 de janeiro de 2012. O funeral foi realizado na Basílica de São Pedro no Vaticano e foi presidido pelo cardeal Angelo Sodano. Uma segunda cerimônia fúnebre, presidida por seu irmão Giuseppe, também arcebispo, aconteceu no dia 23 de janeiro, às 11h, na igreja de San Giacomo di Rivarolo Canavese. O corpo foi então sepultado no túmulo da família no cemitério da cidade.